# Franse parlementsverkiezingen 2007
De Franse parlementsverkiezingen van 2007 vonden op 10 en 17 juni 2007 plaats. De kiesgerechtigde bevolking koos de 13de Nationale Vergadering (Assemblée Nationale) van de Vijfde Franse Republiek.
De UMP van de net verkozen president Nicolas Sarkozy bleef de grootste partij van het land, al werden wel circa 40 zetels verloren aan de PS. Door de overwinning bleef François Fillon premier.

## Uitslag

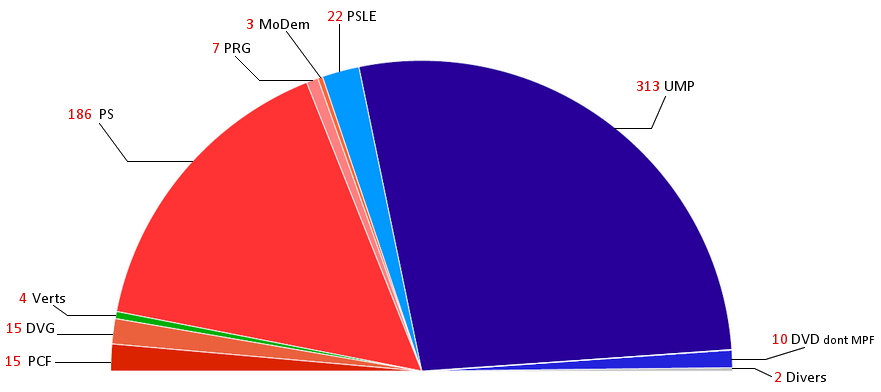
Verdeling in de Franse Nationale Vergadering

| Partijen en coalities                       | Partijen en coalities                       | Afkorting | Stemmen Eerste ronde | % Eerste ronde | Zetels Tweede ronde |
| ------------------------------------------- | ------------------------------------------- | --------- | -------------------- | -------------- | ------------------- |
|                                             | Union pour un Mouvement Populaire           | UMP       | 10.289.737           | 39.54%         | 313                 |
|                                             | Nouveau Centre                              | NC        | 616.440              | 2,37%          | 22                  |
|                                             | Divers Droite                               | DVD       | 641.842              | 2,47%          | 9                   |
|                                             | Mouvement pour la France                    | MPF       | 312.581              | 1,20%          | 1                   |
| Totaal "Presidentiële Meerderheidscoalitie" | Totaal "Presidentiële Meerderheidscoalitie" |           | 11.860.600           | 45,58%         | 345                 |
|                                             | Parti Socialiste                            | PS        | 6.436.520            | 24,73%         | 186                 |
|                                             | Parti Communiste Français                   | PCF       | 1.115.663            | 4,29%          | 15                  |
|                                             | Divers Gauche                               | DVG       | 513.407              | 1,97%          | 15                  |
|                                             | Parti Radical de Gauche                     | PRG       | 343.565              | 1,32%          | 7                   |
|                                             | Les Verts                                   |           | 845.977              | 3,25%          | 4                   |
| Totaal "Verenigd Links"                     | Totaal "Verenigd Links"                     |           | 9.255.132            | 35,56%         | 227                 |
|                                             | Mouvement Démocrate                         | MoDem     | 1.981.107            | 7,61%          | 3                   |
|                                             | Regionale partijen                          |           | 133.473              | 0,51%          | 1                   |
|                                             | Overigen                                    |           | 267.760              | 1,03%          | 1                   |
|                                             | Front National                              | FN        | 1.116.136            | 4,29%          | -                   |
|                                             | Overig uiterst links                        |           | 888.250              | 3,41%          | -                   |
|                                             | Chasse, Pêche, Nature, Traditions           | CPNT      | 213.427              | 0,82%          | -                   |
|                                             | Andere Ecologische partijen                 |           | 208.456              | 0,80%          | -                   |
|                                             | Overig uiterst rechts                       |           | 102.124              | 0,39%          | -                   |
| Totaal                                      | Totaal                                      |           | 26.026.465           | 100            | 577                 |